# Marollette
Marollette est une commune française, située dans le département de la Sarthe en région Pays de la Loire, peuplée de 159 habitants.
La commune fait partie de la province historique du Maine, et se situe dans le Saosnois.

## Géographie
|                    | Contilly   | Montgaudry (Orne) |
| Aillières-Beauvoir | Marollette | Suré (Orne)       |
| Saint-Longis       | Mamers     |                   |

### Climat
Pour des articles plus généraux, voir Climat des Pays de la Loire et Climat de la Sarthe.
En 2010, le climat de la commune est de type climat océanique dégradé des plaines du Centre et du Nord, selon une étude du CNRS s'appuyant sur une série de données couvrant la période 1971-2000. En 2020, Météo-France publie une typologie des climats de la France métropolitaine dans laquelle la commune est exposée à un climat océanique altéré et est dans la région climatique  Normandie (Cotentin, Orne), caractérisée par une pluviométrie relativement élevée (850 mm/a) et un été frais (15,5 °C) et venté. 
Pour la période 1971-2000, la température annuelle moyenne est de 10,8 °C, avec une amplitude thermique annuelle de 14 °C. Le cumul annuel moyen de précipitations est de 743 mm, avec 12 jours de précipitations en janvier et 7,6 jours en juillet. Pour la période 1991-2020, la température moyenne annuelle observée sur la station météorologique de Météo-France la plus proche, « Commerveil_sapc », sur la commune de Commerveil à 6 km à vol d'oiseau, est de 11,9 °C et le cumul annuel moyen de précipitations est de 712,2 mm,. Pour l'avenir, les paramètres climatiques de la commune estimés pour 2050 selon différents scénarios d'émission de gaz à effet de serre sont consultables sur un site dédié publié par Météo-France en novembre 2022.

## Urbanisme

### Typologie
Au 1er janvier 2024, Marollette est catégorisée commune rurale à habitat dispersé, selon la nouvelle grille communale de densité à sept niveaux définie par l'Insee en 2022.
Elle est située hors unité urbaine. Par ailleurs la commune fait partie de l'aire d'attraction de Mamers, dont elle est une commune de la couronne,. Cette aire, qui regroupe 21 communes, est catégorisée dans les aires de moins de 50 000 habitants,.

### Occupation des sols
L'occupation des sols de la commune, telle qu'elle ressort de la base de données européenne d’occupation biophysique des sols Corine Land Cover (CLC), est marquée par l'importance des territoires agricoles (100 % en 2018), une proportion identique à celle de 1990 (100 %). La répartition détaillée en 2018 est la suivante : 
terres arables (90,8 %), zones agricoles hétérogènes (9,2 %). L'évolution de l’occupation des sols de la commune et de ses infrastructures peut être observée sur les différentes représentations cartographiques du territoire : la carte de Cassini (XVIIIe siècle), la carte d'état-major (1820-1866) et les cartes ou photos aériennes de l'IGN pour la période actuelle (1950 à aujourd'hui).

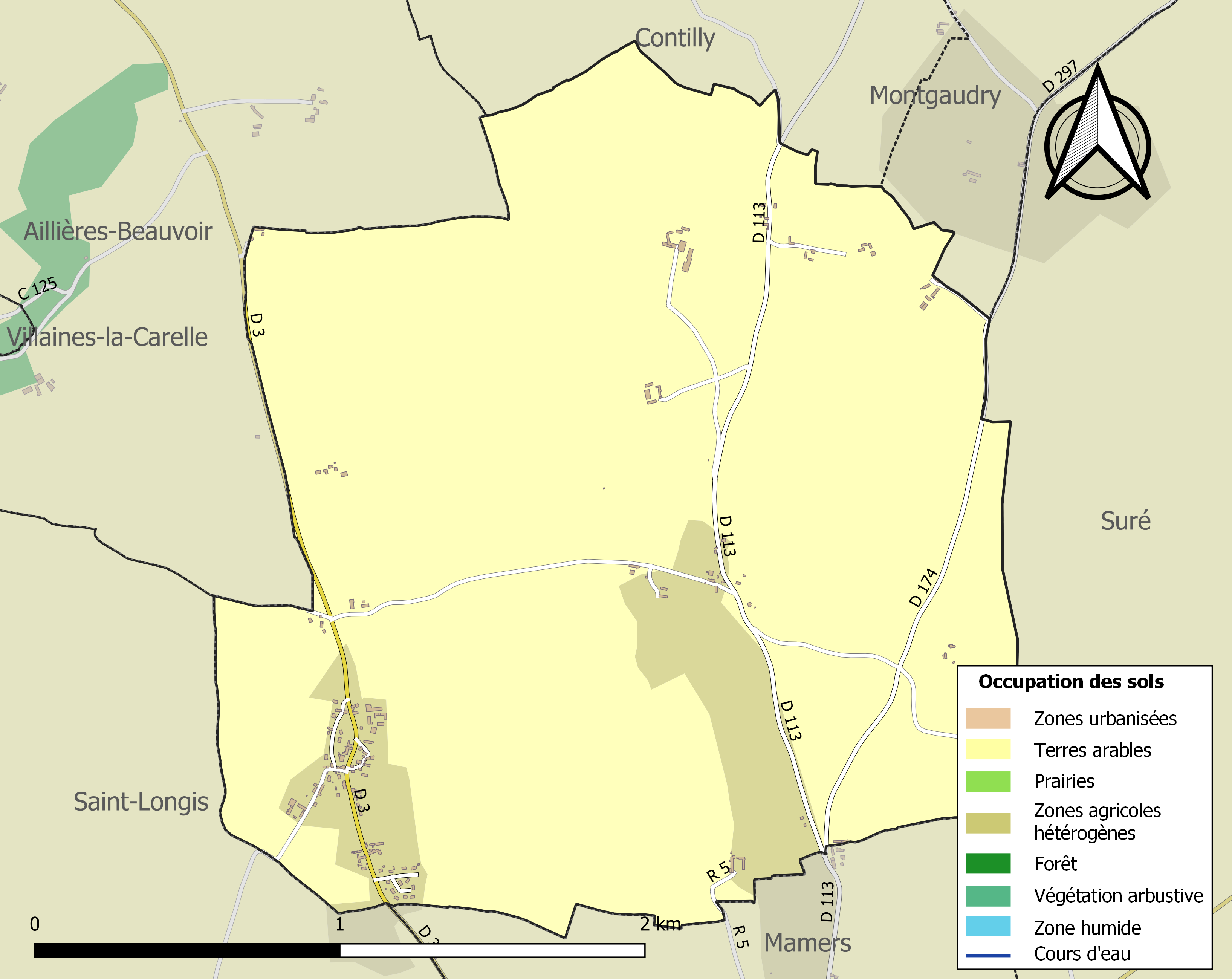
Carte des infrastructures et de l'occupation des sols de la commune en 2018 (CLC).

## Toponymie
D’après Taverdet, son toponyme s’écrivait Mairoletis au XIIe siècle. Il s’agirait d’un diminutif de Marolles, toponyme qui peut avoir plusieurs origines La première correspond, pour Taverdet,  à un dérivé de mare, qui est un terme germanique ou, pour Villette, à un ensemble de mares. La seconde est défendue par Dauzat et Rostaing qui y voient le terme materiola, un dérivé du latin materia qui désigne du bois de construction. La troisième provient du site internet de la commune de Marolles pour lequel les marolles sont des feux allumés dans les champs pour brûler les broussailles et les mauvaises herbes.
Le gentilé est Marollettin.

## Histoire
Dans son dictionnaire topographique publié en 1777, André René Le Paige qualifie Saint Aubin de « petit » bourg : la cure compte quarante communiants. Étendue sur seulement un quart de lieue, elle ne contient que cinq fermes ou bordages.
Entre 1790 et 1794, Marolle absorbe Saint-Aubin-des-Grois pour devenir Marollette.

## Politique et administration
| Période                                  | Période   | Identité             | Étiquette | Qualité              |
| ---------------------------------------- | --------- | -------------------- | --------- | -------------------- |
| ?                                        | mars 2001 | Gilles Mahéo         |           |                      |
| mars 2001                                | mars 2014 | Jean-Claude Théotime |           |                      |
| mars 2014                                | En cours  | Jacqueline Triger    |           | Secrétaire comptable |
| Les données manquantes sont à compléter. |           |                      |           |                      |

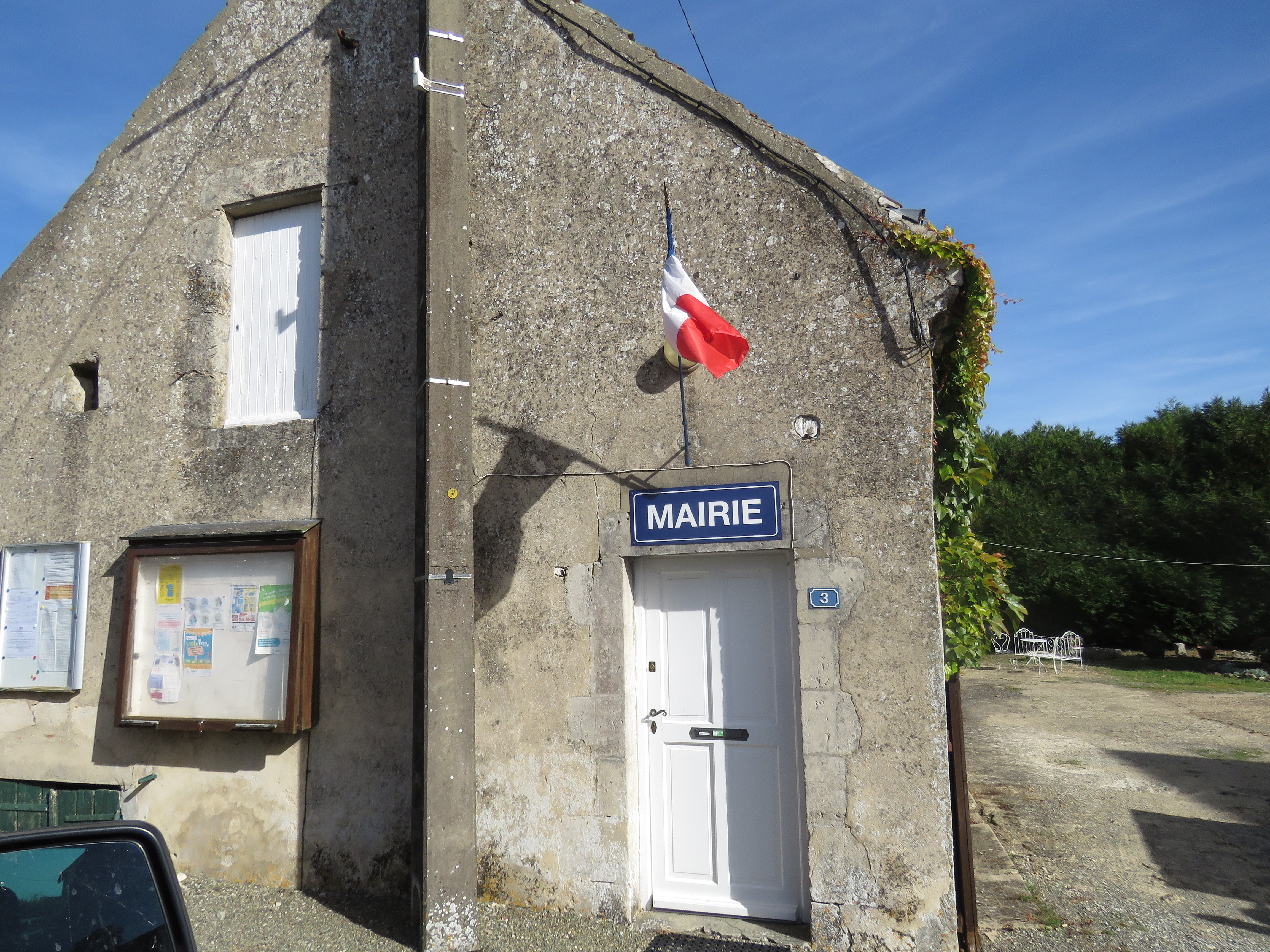
Mairie de Marollette.

Le nombre d'habitants, au dernier recensement, étant compris entre 100 et 499, le nombre de membres du conseil municipal est de 11.

## Démographie
L'évolution du nombre d'habitants est connue à travers les recensements de la population effectués dans la commune depuis 1793. Pour les communes de moins de 10 000 habitants, une enquête de recensement portant sur toute la population est réalisée tous les cinq ans, les populations de référence des années intermédiaires étant quant à elles estimées par interpolation ou extrapolation. Pour la commune, le premier recensement exhaustif entrant dans le cadre du nouveau dispositif a été réalisé en 2004.
En 2022, la commune comptait 159 habitants, en évolution de +6 % par rapport à 2016 (Sarthe : −0,25 %, France hors Mayotte : +2,11 %).
| 1793 | 1800 | 1806 | 1821 | 1831 | 1836 | 1841 | 1846 | 1851 |
| ---- | ---- | ---- | ---- | ---- | ---- | ---- | ---- | ---- |
| 200  | 222  | 241  | 244  | 255  | 287  | 295  | 289  | 285  |

| 1856 | 1861 | 1866 | 1872 | 1876 | 1881 | 1886 | 1891 | 1896 |
| ---- | ---- | ---- | ---- | ---- | ---- | ---- | ---- | ---- |
| 284  | 270  | 240  | 214  | 208  | 226  | 226  | 227  | 193  |

| 1901 | 1906 | 1911 | 1921 | 1926 | 1931 | 1936 | 1946 | 1954 |
| ---- | ---- | ---- | ---- | ---- | ---- | ---- | ---- | ---- |
| 182  | 155  | 152  | 129  | 144  | 141  | 141  | 149  | 138  |

| 1962 | 1968 | 1975 | 1982 | 1990 | 1999 | 2004 | 2006 | 2009 |
| ---- | ---- | ---- | ---- | ---- | ---- | ---- | ---- | ---- |
| 151  | 133  | 113  | 133  | 147  | 117  | 117  | 114  | 139  |

| 2014 | 2019 | 2022 | - | - | - | - | - | - |
| ---- | ---- | ---- | - | - | - | - | - | - |
| 146  | 151  | 159  | - | - | - | - | - | - |

## Lieux et monuments
- Église Notre-Dame des Xe, XIVe, XIXe et XXe siècles, portail roman.
- Ancien presbytère de 1850. Trace de fresques des XVe et XVIe siècles et peinture sur bois de saint Aubin.
- Lavoir communal de la fin du XIXe siècle.